# سون مینگ هیم
سون مینگ هیم (انگلیسی: Sun Ming Him؛ زادهٔ ۱۹ ژوئن ۲۰۰۰) بازیکن فوتبال است.
از باشگاه‌هایی که در آن بازی کرده‌است می‌توان به باشگاه ورزشی کیتچی اشاره کرد.
وی همچنین در تیم‌های ملی فوتبال زیر ۲۳ سال هنگ کنگ و هنگ کنگ بازی کرده‌است.